# مقاطعة أوغوز
مقاطعة أوغوز (بالأذرية: Oğuz rayonu) هي الوحدة الإدارية في شمال أذربيجان. المركز الإداري هي مدينة أوغوز.

## الجغرافية
أراضها هي جبالية. تغطي الجزء الشمالي جبال القوقاز والجزء الأوسط آلازان-هفتران. وفي جنوبها تقع سفوح أجيندور.
الأنهار الرئيسية في المقاطعة هي أليجانشاي و داشاجيل و كالاشاي. إن أعلى نقطة فيها هي جبل مالكوم (3879 م). تشترك مقاطعة أوغوز في الحدود روسيا (داغستان) في الشمال، ومقاطعة غابالا في الشرق، ومقاطعة شاكي في الغرب، ومقاطعة آقداش في الجنوب.
في 8 أغسطس عام 1930 تم تشكيل مقاطعة فارتاشن كجزء من جمهورية أذربيجان الاشتراكية السوفيتية و كان مركزها قرية فارتاشن. في 7 فبرايير عام 1991 أعيدت تسمية مقاطعة فارتاشن باسم أوغوز.
وفقا 1 يناير عام 2017 بلغ عدد السكان 44.700 نسمة. ومساحتها 1,077 كم. 